# Mitt vinterland (sång)
Mitt vinterland är en julsingel med Magnus Carlsson från 2001. 
Melodin låg på Svensktoppen i två januariveckor under 2002.

## Låtlista
1. "Mitt vinterland" (2:59)
2. "Finns det mirakel" (3:56) (duett med Elisabeth Andreassen)

### Fotnoter
1. ↑  ”Svensktoppen”. Sveriges Radio. 12 januari 2002. http://sverigesradio.se/p4/svetop/2002/020112sv.htm. Läst 31 oktober 2012.
2. ↑  ”Svensktoppen”. Sveriges Radio. 19 januari 2002. http://sverigesradio.se/p4/svetop/2002/020119sv.htm. Läst 31 oktober 2012.